# Rafje

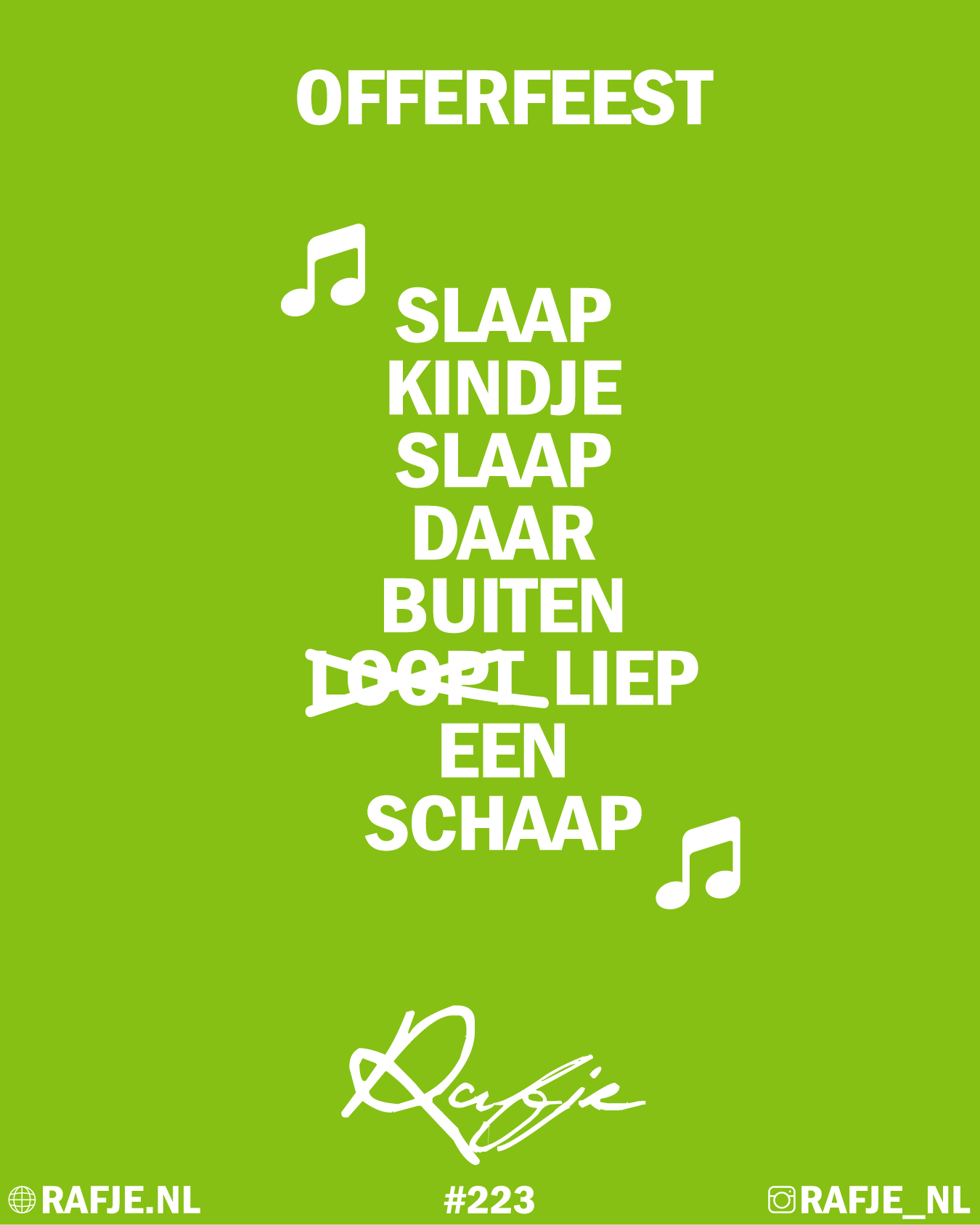

Rafje is de naam van een fictieve personage die vanuit een multiculturele en/of islamitische visie posters met kritische en/of humoristische teksten en leuzen ondertekent. 
Rafje werd in 2008 bedacht door Rafih Berkane. In de periode tussen januari 2008 en augustus 2011 verschenen er meer dan 300 posters digitaal met leuzen.  
De leuzen worden, in tegenstelling tot Loesje, vanuit een multicultureel en/of islamitisch kader geschreven. De Rafjes kenmerken zich door een sarcastische, cynische, zelfkritische en/of humoristische stijl van schrijven. De onderwerpen die ter sprake komen zijn vaak van politieke, religieuze of maatschappelijke aard. 